# 舍爾溫塔河

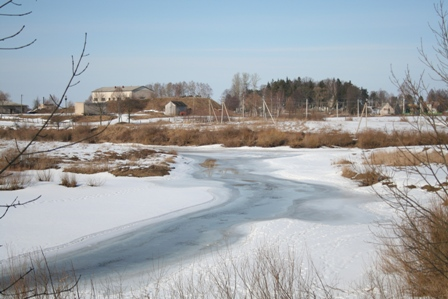

舍爾溫塔河（俄语：Шервинта）流經俄羅斯和立陶宛，屬於舍舒佩河的支流，河口處在庫迪爾科斯-瑙梅斯蒂斯，河道全長43.8公里，流域面積1,312.9平方公里。